# Liste der Stolpersteine in Oschatz
Die Liste der Stolpersteine in Oschatz enthält sämtliche Stolpersteine, die im Rahmen des gleichnamigen Kunst-Projektes von Gunter Demnig in Oschatz im Landkreis Nordsachsen verlegt wurden.

## Hintergrund
Im Jahr 2010 recherchierten sechs junge Oschatzer im Alter von 15 bis 23 Jahren im Rahmen des Projektes „Zeitensprünge“ der Stiftung Demokratische Jugend Schicksale Oschatzer Juden, die während des Zweiten Weltkriegs verfolgt, deportiert oder ermordet wurden. Ergebnis des Projekts waren eine Broschüre und die Sammlung von Spenden für die Verlegung von Stolpersteinen. Bei der bisher einzigen Verlegung in Oschatz verlegte Gunter Demnig 2012 insgesamt 14 Stolpersteine für die Familie Hischfeld/Mendel.
Es wurde auch die Geschichte der Familie Rozensthein recherchiert, die bis 1933 unfreiwillig in Oschatz wohnte. Stolpersteine sollen jedoch immer am letzten freiwillig gewählten Wohnort verlegt werden, in diesem Fall in Leipzig.
Am Verlegungstag 24. Januar 2012 hielt Gunter Demnig auch einen Vortrag über sein Projekt in Oschatz.
Die Stolpersteine wurden in der Nacht vom 28. auf den 29. November 2012, knapp ein Jahr nach ihrer Verlegung, mit grauer Farbe beschmiert.

## Liste der Stolpersteine
| Bild | Person, Inschrift                                                                                                  | Verlegeort              | Verlegedatum  | Kurzvita/Anmerkungen |
| ---- | --- | ----------------------- | ------------- | --- |
|      | Hier wohnte Albert Hirschfeld Jg. 1876 deportiert 1942 Theresienstadt befreit/überlebt                             | Strehlaer Straße 7 Lage | 24. Jan. 2012 | [ 4 ] |
|      | Hier wohnte Paula Hirschfeld geb. Lewin Jg. 1879 deportiert 1942 Theresienstadt befreit/überlebt                   | Strehlaer Straße 7 Lage | 24. Jan. 2012 | [ 4 ] |
|      | Hier wohnte Betty Hirschfeld Jg. 1914 deportiert 1943 ermordet 1943 Auschwitz                                      | Strehlaer Straße 7 Lage | 24. Jan. 2012 | Betty Hirschfeld (* 10. Juni 1914 in Graudenz), am 17. Februar 1943 in Berlin verhaftet, am 26. Februar 1943 von der dortigen Sammelstelle Große Hamburger Straße ins KZ Auschwitz deportiert.                                                       |
|      | Hier wohnte Dorothea Meyer geb. Hirschfeld Jg. 1915 Flucht 1939 Palästina überlebt                                 | Strehlaer Straße 7 Lage | 24. Jan. 2012 | [ 4 ] |
|      | Hier wohnte Ruth Smolka geb. Hirschfeld Jg. 1919 Flucht 1939 Palästina überlebt                                    | Strehlaer Straße 7 Lage | 24. Jan. 2012 | [ 4 ] |
|      | Hier wohnte Wally Selma Baruch geb. Hirschfeld Jg. 1921 deportiert 1943 ermordet in Auschwitz                      | Strehlaer Straße 7 Lage | 24. Jan. 2012 | [ 4 ] |
|      | Hier wohnte Leopold Mendel Jg. 1888 deportiert 1942 ermordet in Belzyce                                            | Strehlaer Straße 7 Lage | 24. Jan. 2012 | Leopold Mendel (* 28. März 1888 in Gembitz/Posen), Inhaber eines Kaufmannsladens, ca. 1935 wegen der Judenverfolgung mit seiner Familie nach Leipzig gezogen, am 10. Mai 1942 gemeinsam ins Ghetto Belzyce deportiert, weiteres Schicksal ungeklärt. |
|      | Hier wohnte Rosalie Mendel geb. Hirschfeld Jg. 1881 deportiert 1942 ermordet in Belzyce                            | Strehlaer Straße 7 Lage | 24. Jan. 2012 | Rosalie Mendel, geb. Hirschfeld (* 22. Oktober 1881 in Graudenz), am 10. Mai 1942 ins Ghetto Belzyce deportiert |
|      | Hier wohnte Dorothea Mendel Jg. 1916 Flucht 1939 England überlebt                                                  | Strehlaer Straße 7 Lage | 24. Jan. 2012 | [ 7 ] |
|      | Hier wohnte Wally Steiner geb. Mendel Jg. 1919 Flucht 1939 Jugoslawien verschleppt 1941 Ferromonti-Tarsia überlebt | Strehlaer Straße 7 Lage | 24. Jan. 2012 | [ 7 ] |
|      | Hier wohnte Salo Heinz Mendel Jg. 1921 Flucht 1939 Jugoslawien überlebt                                            | Strehlaer Straße 7 Lage | 24. Jan. 2012 | [ 7 ] |
|      | Hier wohnte Ursula Mendel Jg. 1925 deportiert 1942 ermordet in Belzyce                                             | Strehlaer Straße 7 Lage | 24. Jan. 2012 | Ursula Mendel (* 2. Mai 1925 in Oschatz), am 10. Mai 1942 ins Ghetto Belzyce deportiert |
|      | Hier wohnte Siegbert Mendel Jg. 1915 verhaftet 1938 'Schutzhaft' Flucht 1939 Jugoslawien Italien überlebt          | Strehlaer Straße 7 Lage | 24. Jan. 2012 | [ 7 ] |
|      | Hier wohnte Vera Mendel Alter unbekannt Flucht 1939 Jugoslawien verschleppt 1941 KZ in Italien überlebt            | Strehlaer Straße 7 Lage | 24. Jan. 2012 | [ 7 ] |